# Tabia (kommun i Taroudannt)
Tabia (franska: Tabia (CR), Tabia (Commune Rurale), arabiska: أولاد عيسى) är en kommun i Marocko.   Den ligger i provinsen Taroudannt och regionen Souss-Massa, i den centrala delen av landet, 500 km söder om huvudstaden Rabat. Antalet invånare är 2 306.